# Le Grand Nocturne
Le Grand Nocturne est un recueil de nouvelles fantastiques de Jean Ray publié en 1942.

## Liste des nouvelles
1. Le Grand Nocturne
2. Les Sept Châteaux du roi de la mer
3. Le Fantôme dans la cale
4. La Scolopendre
5. La Ruelle ténébreuse
6. Quand le Christ marcha sur la mer
7. Le Psautier de Mayence

## Composition
Il fut composé avec des textes nouveaux (Le Grand Nocturne et Les Sept Châteaux) et avec des textes repris à d’autres publications : deux d’entre eux venaient de la Croisière des ombres (La Ruelle ténébreuse et Le Psautier de Mayence en 1931) ; deux autres étaient déjà parus dans la Revue belge (Le Fantôme dans la cale en 1925 et Quand le Christ marcha sur la mer en 1931) ; un dernier avait paru dans La Parole universitaire (La Scolopendre en 1932).

## Thèmes
Les trois longues nouvelles (la première : Le Grand Nocturne ; la quatrième : La Ruelle ténébreuse ; et la septième : Le Psautier de Mayence) qui sont consacrées à des mondes intercalaires et font apparaitre des figures caractéristiques de l’œuvre de Jean Ray, sont séparées les unes des autres par quatre nouvelles brèves à la thématique réduite.
Les titres du recueil sont ainsi disposés que de la périphérie au centre se trouvent d’abord, symétriquement, les formulations les plus mystérieuses (Le Grand Nocturne et Le Psautier de Mayence), puis celles qui ont une tonalité allégorique (Les Sept Châteaux du roi de la mer et Quand le Christ marcha sur la mer), et, enfin, celles qui ont trait à l’étrange (Le Fantôme dans la cale et La Scolopendre). Au milieu de ce dispositif figure la nouvelle : La Ruelle ténébreuse.